# Fresenburg
Fresenburg is een gemeente in de Duitse deelstaat Nedersaksen. De gemeente is onderdeel van de Samtgemeinde Lathen in het Landkreis Emsland. Fresenburg telt 911 inwoners.
Tot de gemeente behoort het gelijknamige dorp, alsmede de gehuchten Düthe en Melstrup.
Fresenburg is genoemd naar een in de 12e eeuw gebouwd en in de 15e eeuw geslecht kasteel Fresenburg van de heren van het Graafschap Ravensberg, dat sedert het midden van de 13e eeuw tot het Nedersticht (Münster) behoorde.
In het gemeentewapen is de gerechtslinde zichtbaar, die vroeger op de gerechtsplaats van het dorp, de thie, stond.
Voor meer informatie, zie onder Samtgemeinde Lathen.
- Gemeinsame Normdatei: 16003903-4
- Library of Congress Control Number: n92110166
- Nationale Bibliotheek van Israël: 987007533007505171
- Virtual International Authority File: 130061897
- WorldCat: E39PBJbWC9RcjHgpkHJWf4QXh3

Andervenne ·
Bawinkel ·
Beesten ·
Bockhorst ·
Börger ·
Breddenberg ·
Dersum ·
Dohren ·
Dörpen ·
Emsbüren ·
Esterwegen ·
Freren ·
Fresenburg ·
Geeste ·
Gersten ·
Groß Berßen ·
Handrup ·
Haren (Ems) ·
Haselünne ·
Heede ·
Herzlake ·
Hilkenbrook ·
Hüven ·
Klein Berßen ·
Kluse ·
Lähden ·
Lahn ·
Langen ·
Lathen ·
Lehe ·
Lengerich ·
Lingen ·
Lorup ·
Lünne ·
Meppen ·
Messingen ·
Neubörger ·
Neulehe ·
Niederlangen ·
Oberlangen ·
Papenburg ·
Rastdorf ·
Renkenberge ·
Rhede ·
Salzbergen ·
Schapen ·
Sögel ·
Spahnharrenstätte ·
Spelle ·
Stavern ·
Surwold ·
Sustrum ·
Thuine ·
Twist ·
Vrees ·
Walchum ·
Werlte ·
Werpeloh ·
Wettrup ·
Wippingen